# آندون نیکولوف
آندون نیکولوف (انگلیسی: Andon Nikolov؛ زادهٔ ۱۵ ژوئن ۱۹۵۱) وزنه‌بردار اهل بلغارستان است.
وی در مسابقات کشوری و بین‌المللی در مجموع برندهٔ ۱ مدال طلا شده‌است.